# 칠원 제씨
칠원 제씨(漆原諸氏)는 경상남도 함안군 칠원읍을 본관으로 하는 한국의 성씨이다.
촉나라 승상 제갈량(諸葛亮)의 18대조 갈영(葛嬰)을 시조로 한다. 원조 갈영의 8세손 제갈풍. 중시조 제문유(諸文儒)는 고려 충선왕 때 벽상일등공신(壁上一等功臣)이 되고 평장사(平章事)를 역임하였으며 구산부원군(龜山府院君)에 봉해졌다.

## 기원
중국 진나라 갈영(葛嬰) 장군을 시조로 한다. 갈영(葛嬰)의 18세손 제갈량(諸葛亮)이 촉나라 승상을 지냈다.
입국조는 제갈충이다. 제갈량의 증손 제갈충(諸葛忠)이 촉나라가 망하고 아버지와 형이 순절하자 신라 미추왕 때 13세의 나이로 신라로 망명하여 지리산 아래에서 살았다고 한다. 고려 고종 때 갈영(葛嬰)의 34세손 고려 현종 때 제갈홍(諸葛泓)과 제갈형(諸葛瀅) 형제 중 형인 제갈홍은 제씨(諸氏)로 하여 남양군(南陽君)에 봉해지고, 아우 제갈형은 갈씨(葛氏)로 하여 낭야군에 봉해지면서 성이 나뉘었다.

## 역사
칠원 제씨(漆原諸氏)는 고려시대 제문유(諸文儒)를 중시조로 삼아 기세(起世)하고 있다. 제문유(諸文儒)의 자는 공화(公和), 호는 삼성(三省)이다. 고려 충숙왕 7년 상왕인 충선왕이 토번(吐蕃)(티베트)으로 귀향갈 때 호종(扈從)했다. 상왕이 환국 뒤인 충숙왕 17년에 그 공으로 벽상일등공신(壁上一等功臣)이 되고 평장사(平章事)를 배(排)하였으며, 구산부원군(龜山府院君)에 봉해졌다고 한다. 구산은 칠원(漆原)의 옛 지명이다. 시조 묘는 경상남도 함안군 칠원읍 우두산에 있으며, 매년 음력 9월 9일 숙청사(潚淸詞)에서 석채례를 제향한다.

## 분파
- 판서공파(判書公派).
- 참봉공파(參奉公派).
- 훈도공파(訓度公派).
- 참판공파(參判公派).
- 찰방공파(察訪公派).
- 별좌공파(別座公派).
- 충의공봉사손장령파(忠毅公奉祀孫掌令公派).
- 진사공파(進士公派).
- 학포공파(學圃公派).
- 참의공파(參議公派).
- 판관공파(判官公派).
- 부사공파(府使公派).
- 선교랑파(宣敎郞派).
- 정헌공파(靜軒公派).
- 만성공파(晩惺公派).
- 절충장공휘억파(折衝將公諱億派)

## 종친회 사이트
```
칠원제씨종친회 
```

## 분관
- 고성 제씨(固城 諸氏) 입고성조 제철손. 칠원 제씨에 통합.

- 거제 제씨(巨濟 諸氏) 입거제조 제미조.

- 의성 제씨(義成 諸氏)

- 남양 제씨(南陽 諸氏)

- 보성 제씨(補成 諸氏)

- 진해 제씨(鎭海 諸氏)

- 함양 제씨(喊陽 諸氏)

## 인물
- 제문유(諸文儒) 1266(고려 원종 7 1338(충숙왕 복위 6)자(字)는 공화(公華) 호(號)는 삼성(三省) 관(官)은 평장사(平章事) 구산부원군(龜山府院君) 1295년(충렬왕 2) 문과(文科)에 등과(登科)하여 1311년(충숙왕(忠肅王 3) 예문관(藝文館) 제학(提學)에 제수(除授)되고 1320년(충숙왕 7) 동지사(冬至使)로 원나라에 다녀왔고 1327년(충숙왕 14)에 문하시중(門下侍中) 평장사(平章事)가 된 후 1330년(충숙왕 17) 벽상도형1등공신(壁上圖形1等功臣)으로 책록(策錄)되어 사전(賜田) 200결, 노비(奴婢) 20명을 하사(下賜) 받고 자손(子孫)에게 음직(蔭職)이 내렸고 공신녹권(功臣錄券)를 등재(登梓)되고 대전승의원(大殿承義院) 학사(學士)로 자옥대(紫玉帶) 일품(一品)과 궤장(几杖)을 하사(下賜)받고 구산부원군(龜山:지금 칠원)부원군(府院君)에 봉군(封君)되었다. 1339년(충숙왕 복위 6) 향년 73세로 별세(別世)하여 칠원군 구산면 우두산(牛頭山) 에 배위(配位) 정부인(貞夫人) 칠원윤씨(漆原尹氏)와 합분(合墳)으로 안장(安葬)되었다.

- 제철손(諸哲孫) 1489년(성종 20)-? 자(字)는 언숙(彦叔)호(號)는 동고(東皐)이며 관직(官職)은 어모장군(禦侮將軍) 충무위(忠武衛) 부사과(副司果) 겸(兼) 성균관(成均館) 사예(司藝)에 재임(在任) 중 기묘사화(己卯士禍)에 연류(連類)되어 낙향하였고「기묘명현록(己卯名賢錄)」2권에 그 사적이 등재(登梓)되어 있으며 운곡서원(雲谷書院)에 제향(祭享)되었다.

- 제조겸(諸祖謙) 자(字)는 광서(光緖)이고 음직(蔭職)으로 품계(品階)가 절충장군(折衝將軍)에 이르렀다.

- 제말(諸沫, ? ∼ 1592년) : 고성(固城) 출신. 임진왜란 때 의병을 일으켜 웅천(熊川)·김해·정암(鼎巖) 등지에서 대승하였다. 곽재우(郭再祐)와 함께 조정에 알려져 성주목사에 임명되었으나, 그 뒤 전투에서 전사하였다. 정조 때 병조판서에 추증되었다. 시호는 충의(忠毅)이다.

- 제호(諸 灝) 자(字)는 청원(淸源)이고 절충장군(折衝將軍) 조겸(祖謙)의 아들이다. 음직(蔭職)으로 공조(工曹) 참판(參判)을 역임했다.

- 제낙(諸 洛) 1541(중종 36)-? 자(字)는 청숙(淸淑). 호(號)는 죽림(竹林). 1592년(선조 25) 임진왜란(壬辰倭亂)이 일어나자 의병( 義兵)을 일으켜 동생 말(沫)과 조카 홍록(弘祿)과 더불어 배둔역(背屯譯) 전투(戰鬪)에서 대승(大勝)하고 당항포(唐項浦) 해전(海戰)에서 적을 물리치고 구만장치(九萬墻峙) 전투에서 왜병의 목을 뱅 공으로 순릉 참봉(順陵參奉)에 제수(除授)되고 한성부(漢城府) 서윤(庶尹)에 추증(追贈)되었고 당항포 현충탑에 전공(戰功)사적(事績)이 기록(紀錄)되어 있고 칠성지(漆城誌)에 행적(行蹟)이 수록되어 있다.제위규

- 제만춘(諸萬春) : 고성 출신. 임진왜란 때 경상우수영군교(慶尙右水營軍校)로 우수사 원균(元均)의 명에 의하여 소선(小船)을 타고 노군(櫓軍) 10여명과 함께 웅천(熊川)의 적세를 탐지하고 영등포로 돌아오다가 포로가 되었다. 이듬해 7월 야밤에 성석동(成石同)·박검손(朴檢孫) 등 12명과 모의하여 탈출, 육기도(六岐島 동래를 거쳐 전라우수사 이순신의 진영에 도착, 조정으로부터 죄가 논의되었으나 용서받고 이순신을 도와 적정탐지에 공을 세웠다. 그뒤 대솔군관(帶率軍官)을 이어 군관에 영속되어, 노령에 이르기까지 통영에서 관료(官料)를 받았다.

- 제홍록(諸弘祿, 1558년 ∼ 1597년) : 자는 경행(景行), 호는 고봉(高峰). 아버지는 참판 호(灝)이다. 1581년(조선 선조 14) 무과에 급제, 수문장이 되었다. 1592년 임진왜란이 일어나자 고성에서 숙부 말(沫)을 따라 의거, 김해·웅천(熊川)·정암(鼎巖) 등지에서 용전, 명성이 이순신(李舜臣)에게 알려져 그 막하가 되었고, 벼슬이 훈련부정에 이르렀다. 그는 충성과 용기가 대단하여 소수의 정예로 많은 적을 격퇴, 이순신의 진중에서 전공을 크게 세웠다. 1597년 정유재란 때 왜군에 포위된 진주성을 지원하기 위하여 출전 중 불시에 적을 만나 적장을 죽이고 전사하였다. 정조 때 병조참판에 추증되고, 정각을 세워 제사지내도록 하였다.

- 제경욱(諸景彧, 1761년 1월 5일(음력 1760년 11월 30일)  ∼ 1812년 2월 27일(음력 1월 15일)) : 제말(諸沫)의 6세손. 무과에 급제하여 선전관으로 운총만호(雲寵萬戶)가 되어 군기(軍器)를 수리하는 등 군비에 만전을 기하였으며, 해서우후(海西虞候)가 되어 군비를 쇄신할 때 군민(軍民)의 폐를 끼치지 않았다. 1811년(순조 11) 홍경래의 난이 일어나자 관서절도영(關西節度營)의 청북소모장(淸北召募將)이 되어 절도사 이해우(李海愚)의 휘하병 200명을 인솔, 청천강을 건너가 많은 군병을 모집하였다. 정주에 이르러 현인복(玄仁福)과 더불어 선봉이 되어 정주성 남문을 포격하는 한편, 큰 도끼를 들고 성문을 찍어 성문이 거의 떨어지게 되었으나, 적이 일제히 포를 쏘며 시석(矢石)을 퍼붓자 관군이 모두 달아나게 되었다. 이 모습을 보고 관군의 기율이 해이한 것을 개탄하면서 되돌아와, 신도진수군첨절제사 겸 방어장(薪島鎭水軍僉節制使兼防禦將)에 임명되어 다시 선봉으로 남문에 육박하였을 때, 홍경래군의 일제사격으로 전사하였다. 삼도수군통제사에 추증되고, 난이 평정된 날에 칠의사사(七義士祠)의 단을 쌓아 제사 지내졌으며, 정주의 오봉산(五峯山)에 표절사(表節祠)를 세워 제향되었다. 이 때 현판이 하사되기도 하였다. 시호는 충양(忠襄)이다.

- 제억보(諸億輔) 1556～1598. 자(字)는 소훈(素訓)이고 호(號)는 기당(杞塘)이다. 1592년 임진왜란(壬辰倭亂)이 발발하지 고성(固城)에서 거병(擧兵)하여 곤양 하동전투에 참전하여 크게 전공을 세워 원종1등공신에 책록되었고 「임란공신유사지(壬亂功臣遺史誌)」와 「고성향교지(固城鄕校誌)」및 경상남도유림보감(慶尙南道儒林寶鑑)에 전공사적이 기록되어 있다.

- 제광해(諸光海) 1592년 임진왜란(壬辰倭亂) 시(時) 왜적을 섬멸한 공(功)으로 선무원종1등공신에 책녹(策錄)되었다.

- 제응립(諸應立) 1550～1597. 자(字)는 도훈(度訓)이고 호(號)는 약당(藥塘)이다. 1592년 임진왜란 시 이운룡 진중에서 왜적과 전투중 전사하여 선무원종2등공신에 책록되었으며 「임란공신유사지(壬亂功臣遺史誌)」와 「고성향교지(固城鄕校誌)」및 경상남도유림보감(慶尙南道儒林寶鑑)에 전공사적이 기록되어 있다.

- 제득호(諸得浩) 1550～1592. 자(字)는 광습(廣習)이고 호(號)는 중당(重塘)이다. 1592년 의령 정암전투에서 왜적과 격전 중 전사해 선무원종2등공신에 책록되었으며 「임란공신유사지(壬亂功臣遺史誌)」와 「고성향교지(固城鄕校誌)」및 경상남도유림보감(慶尙南道儒林寶鑑)에 전공사적이 기록되어 있다.

- 제득인(諸得仁) 1553～1597. 자(字)는 획계(獲契)이고 호(號)는 약강(約江)이다. 임진왜란(壬辰倭亂) 시(時) 일족부대(一族部隊)를 편성하여 진주(晉州)에 출전하여 목사(牧使) 김시민을 도와 왜적을 물리치고 정유재란(丁酉再亂) 시 왜적(倭賊)을 추격(追擊)하다 전사(戰死)하였다. 전공에 관한 기록은 충남 보령의 공신비가 건립되어 있고「임란공신유사지(壬亂功臣遺史誌)」와 「고성향교지(固城鄕校誌)」및「경상남도유림보감(慶尙南道儒林寶鑑)」에 전공사적이 기록되어 있다.

- 제여물(諸餘勿) 1554～1597. 자(字)는 임추(林秋)이고 호(號)는 시헌(始軒)이다. 1592년 임진왜란(壬辰倭亂)이 발발하자 배둔역(背屯驛)을 거점으로 왜적을 막았으며 고성(固城) 현령(縣令) 조응도(趙凝道)와 함께 고성전투에 전과(戰果)를 올리고 정유재란(丁酉再亂) 시 순국(殉國)하여 선무원종2등공신에 녹훈(錄勳)되었다.「경상남도유림보감(慶尙南道儒林寶鑑)」과 충남 보령에 있는 공신비(功臣碑)에 전공사적이 기록되어 있다.

- 제순복(諸順福) 1554～1597, 자(字)는 송대(松垈)이고 호(號)는 백강(百岡)이다. 1592년 임진왜란(壬辰倭亂) 시(時) 뜻을 같이하는 동지들을 규합(糾合)하여 부모님에게 하직하고 김해(金海)에 주둔하고 있는 왜적(倭賊)을 파영(破營)하고 양응원(襄應元) 강기경(姜起敬) 이몽구(李夢龜) 등과 합세(合勢)하여 영호남 일대에서 노략질하는 왜구(倭寇)를 시살(弑殺)하는 전공을 세우고 정유재란(丁酉再亂) 시 진주성 전투에서 전사하였다. 원종2등공신에 책록되었다. 충남 보령의 공신비와「임란공신유사지(壬亂功臣遺史誌)」와 「고성향교지(固城鄕校誌)」및「경상남도유림보감(慶尙南道儒林寶鑑)」에 전공사적이 기록되어 있다.

- 제순수(諸順壽) 1555～1593. 자(字)는 구범(久凡)이고 호(號)는 치강(治岡)이다. 1592년 임진왜란 시 김해 창영을 왕래하면서 침범하는 왜구(倭寇)를 섬멸(殲滅)하였고 왜장(倭將) 가토(加藤淸正)가 무력으로 김해성(金海城)을 함락(陷落)시키자 변응성(邊應星) 갈봉하(葛逢夏) 등이 거느린 관군(官軍)과 합세(合勢)하여 김해성의 왜적을 무찔러 3승1패의 치열한 전투를 하는 중 경상(慶尙) 감사(監司) 김수(金粹)가 원군(援軍) 500명(名)을 보내와 북문으로 돌입하여 화공법(火攻法)을 사용해 김해성을 탈환하였다. 이후 창영 영산에 침입한 왜적을 공격하는 선봉장이 되어 전투 중 전사하였다. 선무원종2등공신에 책록되고 훈련원(訓練院) 훈련부장(訓練部將)에 추증(追贈)되었다. 충남 보령에 공신비가 수립되고 <공신록권> 및 「고성향교지(固城鄕校誌)」및「경상남도유림보감(慶尙南道儒林寶鑑)」에 전공사적이 기록되어 있다.

- 제세봉(諸世鳳) 1556～1593. 자(字)는 계소(界昭)이고 호(號)는 우정(羽亭)이다. 1592년 임진왜란(壬辰倭亂) 시(時) 홍록(弘祿), 응립(應立), 억춘(億春), 순복(順福) 등(等) 여러 종인(宗人)과 함께 창의(倡義)하여 종중부대(宗中部隊)를 창설(創設)하여 임진(壬辰) 계사(癸巳) 2년에 걸쳐 수십 차례 전투에서 고성, 사천, 진주, 김해, 진해, 등지(等地)를 종횡무진(縱橫無盡) 다니면서 왜적과 전투 중 전사하였다. 훈련원(訓練院) 보인(保人)에 추증(追贈)되고 선무원종3등공신에 책록(策錄)되었고「고성향교지(固城鄕校誌)」및「경상남도유림보감(慶尙南道儒林寶鑑)」에 전공사적이 기록되어 있다.

- 제억춘(諸億春) 1559～1597. 자(字)는 도준(度濬)이고 호(號)는 수헌(首軒)이다. 1592년 왜적(倭賊)이 정명가도(征明假道)라는 이유로 조선을 침범(侵犯)하자 파죽지세(破竹之勢)로 서울 개성 평양을 점거하자 공은 구국의 일념으로 의병을 일으켜 부모님에게 하직하고 적의 소굴이 된 거제도에 가 부장(部將) 김득광(金得光)과 혈맹(血盟)하고 왜적을 쳐 사로잡았으며 정유재란(丁酉再亂) 시 진주성(晉州城) 전투(戰鬪)에서 전사(戰死)하였다. 훈련원(訓練院) 첨정(僉正)에 추증(追贈)되고 선무원종2등공신훈에 책훈(策勳)되었다. 충남 보령에 공신비가 수립되고 「고성향교지(固城鄕校誌)」및「경상남도유림보감(慶尙南道儒林寶鑑)」에 전공사적이 기록되어 있다.

- 제수영(諸秀英) 1559～1592. 자(字)는 지경(智境)이고 호(號)는 화강(華岡)이다. 임진왜란(壬辰倭亂) 시 의병을 기병(起兵)하여 적(賊)의 소굴(巢窟)인 정암(鼎岩)에서 고경명(高敬命) 정인홍(鄭仁弘) 류종계(柳宗介) 장사진(張士珍) 등의 군과 연합(聯合)하여 왜적(倭賊)과 접전 중 도망치는 적(賊)을 추격(追擊)하다 매복(埋伏)한 복병(伏兵)을 만나 접전(接戰) 중(中) 전사(戰死)하였다. 훈련원(訓練院) 사복(司僕)에 추증(追贈)되고 선무원종3등공신에 책훈되었다.「고성향교지(固城鄕校誌)」및「경상남도유림보감(慶尙南道儒林寶鑑)」에 전공사적이 기록되어 있다.

- 제만호(諸晩浩) 1559～1593. 자(字)는 모성(暮性)이고 호(號)는 대정(大貞)이다. 임진왜란(壬辰倭亂) 시 종당(宗黨)과 협의(協議)하여 왜적(倭賊)을 물리칠 계책(計策)을 강구하여 종친부대(宗親部隊)를 조직하여 남해안을 점거하고 있는 왜적들과 수십 차례 전투를 전개해 수십 명의 수급을 베는 전공을 세워고, 곤양전투에서도 전공을 세웠으나 선진(船津)전투(戰鬪)에서 전사했다. 수문장(守門將)에 추증되고 선무원종3등공신에 책록되고「고성향교지(固城鄕校誌)」및「경상남도유림보감(慶尙南道儒林寶鑑)」에 전공사적이 기록되어 있다.

- 제영인(諸令仁) 1562～1597. 자(字)는 사성(使聲)이고 호(號)는 덕제(德齊)이다. 임진왜란(壬辰倭亂) 시 형(兄) 만호(晩浩)와 함께 출정(出征)하여 고성(固城)에 주둔하고 있는 왜적(倭賊)을 공격(攻擊)하니 적이 공의 위세(威勢)에 눌려 대항하지 못하고 도망쳤다. 사천(泗川) 선진(船津)전투에서 형 만호가 전사(戰死)하자 일가들이 합세하여 복수전(復讐戰)까지 전개했다. 이 때 아군의 희생도 많았으나 적은 200명이나 사살되었다. 진주성 전투에 출전하여 적의 포위망에 빠져있는 최경회(崔慶會) 김천일(金千鎰)을 돕다 전사(戰死)하였다. 오위도총부(五衛都摠府) 부장(部將)에 추증(追贈)되고 선무원종3등공신에 책록되었다.「임란공신유사지(壬亂功臣遺史誌)」와 「고성향교지(固城鄕校誌)」및「경상남도유림보감(慶尙南道儒林寶鑑)」에 전공사적이 기록되어 있다.

- 제광금(諸廣金) 1564～1597. 자(字)는 심철(深哲)이고 호(號)는 귀강(貴岡)이다. 청년장군으로 임진왜란 시 풍찬로숙(風餐露宿)으로 떨고 있는 백성을 구제(救濟)하고 국난(國難)을 극복(克服)한 영웅(英雄)호걸(豪傑)이다. 손수 활(弓)과 검(劍)과 창(槍)을 제작하여 종친(宗親)부대(部隊)를 조직하고 기강을 확립하여 동래성으로 가다가 경상좌도(慶尙左道) 수군통제사(水軍統制使) 박홍(朴泓)이 왜적(倭賊)과 싸우다 중과부적(衆寡不敵)으로 서평포(西平浦)와 다대포(多大浦)가 실함(失陷)되어 다대포 첨사 윤흥신(尹興信)이 전사(戰死)하고 경상좌도(慶尙左道) 병마절도사(兵馬節度使) 역시 이 전투에 패(敗)하였다. 공은 동래성을 탈환하기 위해 왜적과 싸웠으나 일족(一族)의병(義兵) 태반을 잃고 양산으로 퇴진하여 부사(府使) 박진(朴晉)과 함께 왜적의 진로를 차단하고 배수진을 쳤으나 적을 섬멸하지 못하고 다시 의병을 창모(倡募)하여 고성 하동 남해 요충지대에 노략(擄掠)질 하는 왜적(倭賊)들을 섬멸(殲滅)하고자 이덕필(李德弼) 변홍달(卞弘達) 심준(沈俊) 어응인(魚應仁) 박몽삼(朴夢三) 등(等)과 합세(合勢)하여 왜적(倭賊)을 쫓아 진격(進擊)하는 중 적(賊)의 복병(伏兵)을 만나 장렬(壯烈)하게 전사(戰死)하였다. 훈련원(訓練院) 판관(判官)에 추증(追贈)되고 선무원종3등공신에 책록(策錄)되었으며 선무원종공신 녹권,「고성향교지(固城鄕校誌)」및「경상남도유림보감(慶尙南道儒林寶鑑)」에 전공사적이 기록되어 있다.

- 제한국(諸漢國) 1566～1636. 자(字)는 성극(成克)이고 호(號)는 거성(巨星)이다. 1592년 임진왜란(壬辰倭亂) 시 창의(倡義)하여 고성(固城), 통영(統營), 거제, 김해 등지(等地)에서 왜적소탕전에 참전하여 이운룡(李雲龍)과 함께 대적하여 전과를 올렸다. 1597년 정유재란(丁酉再亂) 시 제2차 당황포 승첩이 있었던 3월 3일 공은 관측장교로써 구절산 관측소에서 왜의 선단을 발견하고 날이 밝을 무렵 적의 대선 10척, 중선 14척 소선 7척이 영등포(지금의 거제도)에서 출발하여 그 중 21척은 고성 당항포 방향으로 항진하고 나머지 11척은 고성 저도 방향으로 항진한다고 이순신에 급보(急報)하였다. 그리하여 이순신은 배복하고 있던 육해군에게 총공격명령을 하여 제2차 당황포 해전에서 34척의 왜선을 격파하는 승리를 이끌었다. 공의 사적은 당항포에 현충탑이 건립되었다. 「임란공신유사지(壬亂功臣遺史誌)」와 「고성향교지(固城鄕校誌)」및「경상남도유림보감(慶尙南道儒林寶鑑)」에 전공사적이 기록되어 있다.

- 제인국(諸仁國) 1592년 임진왜란(壬辰倭亂)이 발발하자 의병을 모집하여 거제도 해안에 침범하는 왜적을 공격하여 왜선(倭船) 수척을 격침(擊沈)한 공으로 선무원종2등공신에 책록되고 산무원종2등공신에 책록되고 훈련원(訓練院) 부장(部將)에 제수(除授)되었다.

- 제억(諸 億) 임진왜란(壬辰倭亂) 시(時) 훈련원(訓練院) 금군(禁軍)으로 왜적(倭賊) 섬멸작전에 선봉장으로써 혁혁한 전공을 세워 선무원종2등공신에 책록되었다.

- 제진(諸 璡) 임진왜란(壬辰倭亂) 시(時) 수문장(守門將)으로서 형(兄) 억(億)과 함께 왜적을 공격해 사생취의(捨生取義)의 대의(大義)로 적병을 참하는 대공을 세워 선무2등공신에 책록되었다.

- 제여량(諸汝亮) 1614～?. 자(字)는 충정(忠貞)이며 음사(蔭仕)로 군자감(軍資監) 정(正)을 지냈다.

- 제익주(諸翊周) 1619년～?. 자(字)는 숙헌(淑獻). 선교렁(宣敎郞)으로 유곡(幽谷) 찰방(察訪)을 역임하였다.

- 제여상(諸汝尙) 자(字)는 숙진(淑眞)이고 호(號)는 운암(雲巖)니다 조선조 선교랑(宣敎郞)으로 자지도(自知道) 찰방(察訪)으로 빈민을 구제한 공적이 있다.

- 제여회(諸汝恢) 조선조(朝鮮朝) 선교랑(宣敎郞)으로 주부(主簿)를 역임하였다.

- 제여근(諸汝謹) 자(字)는 계진(季眞). 문장이 탁월하여 조선조(朝鮮朝)에 상의원 별좌(尙衣院別坐)를 지냈다.

- 제여원(諸汝元) 호(號)는 만회당(晩悔堂). 조선 선조(宣祖) 때 선략장군(宣略將軍)으로 충무위 부장(忠武衛部將)을 지냈으며, 1592년(선조 25) 임진왜란(壬辰倭亂)이 일어나자 의병(義兵)을 규합하여 왜군(倭軍)을 대파(大破)하는데 공(功)이 컸다. 그후 벼슬에서 물러나 고향인 보성(寶城)으로 낙향(落鄕)하여 성리학(性理學) 연구에 전념하며 일생(一生)을 보냈으며 많은 제자를 배출했다.

- 제경창(諸慶昌) 자(字)는 선겸(善謙)이고 호(號)는 대은(大隱)이다. 안방준(安邦俊)의 문인으로 1633년 사마시(司馬試)에 입격하고 1636년 병자호란(丙子胡亂) 시(時) 의병(義兵)을 창의 결사항전하여 대공을 세웠다.

- 제명황(諸明璜) 1564(효종 5)～?. 자(字)는 서경(瑞卿), 호(號)는 낙요당(樂要堂). 만휴당(晩休堂) 조사석(趙師錫) 문하(門下)에서 수학(修學)하여 예학(禮學), 경학(經學)을 전공하여 학자로서 명성을 세상에 널리 알려져 읍지에 그 행적이 기록되어 있다.

- 제명철(諸明喆) 1672(현종 13) 자(字)는 군보(君保), 호(號)는 읍취헌(挹翠軒). 좌의정(左議政) 조사석(趙師錫)의 문인으로 덕행과 학문이 뛰어나 많은 제자를 배출하였고 또한 근천지(根天之) 효행으로 세인의 친판이 자자했다. 그의 효행이 조정에 알려져 사헌부(司憲府) 장령(掌令)추증(追贈)되고 정려(旌閭)가 하사되었다. 도지와 읍지에 기록되어 있다.

- 제하욱(諸夏郁) 1700년(숙종 26) 바탕이 순수하고 덕기가 숙성하여 일찍 학문을 연마함에 재조가(才調)가 영민(英敏)하고 문리(文理)가 숙달(熟達)하였다. 자(字)는 자익(自益)이고 호(號)는 성암(誠庵)이다. 효성이 지극하여 그 행적이 도지(道誌)에 기록되어 있다.

- 제정구(諸廷坵. 1944년 ~ 1999년) : 제14·15대 국회의원

- 제종길(諸淙吉, 1955년 ~ ) : 제17대 국회의원. 제13대 안산시장.

- 제성호(諸成鎬, 1958년 ~ ) : 국제법학자

- 제윤경(諸閏景, 1971년 ~ ) : 제20대 국회의원

- 제타룡(諸他龍, 1938년 ~ ) : 서울특별시도시철도공사 4대 사장

- 제정부(諸廷富. 1956년 ~ ) : 제28대 법제처장

- 제춘모(諸春模. 1982년 ~ ) : 야구선수

- 제해성(諸海成. 1953년 ~ ) : 대통령직속 제4대 국가건축정책위원장

## 과거 급제자
무과
제말(諸沫) 제몽순(諸夢舜) 제한위(諸漢緯)
생원시
제경창(諸慶昌)
음관
제안국(諸安國) 제한위(諸漢緯)

## 인구
- 2000년 칠원 제씨 16,818명, 고성 제씨 1,620명
- 2015년 칠원 제씨 20,095명

## 족보
- 칠원제씨족보1(순조 20년, 1820년)
- 칠원제씨족보1,2(고종 20년, 1883년)
- 칠원제씨세보1,2,3,4(다이쇼 1년, 1925년)
- 칠원제씨舊세보上,下(1955년)
- 칠원제씨舊세보上,下(1987년)
- 칠원제씨세보上,下(2019년)

## 항렬자
```
8세~18세

8       弘○  홍○
9	汝○  여○
10	命○ / 慶○ 명○ / 경○
11	○夏	○하
12	○朝	○조
13	國○	국○
14	寬○	관○
15	漢○	한○
16	東○	동○
17	根○	근○
18	廷○	정○
```

```
진사공파

8  弘 ○ 홍○
9	汝○	여○
10 慶○	경○
11	○後	○후
12 ○朝	○조
13 夏○	하○
14 永○	영○
15 光○	광○
16 致○ / 泰○ 치○ / 태○
17 尙○	상○
18 炳○	병○
19 ○鎬  ○호
20 海○  해○
21 ○模  ○모
22 煥○  환○
```

```
판관공파

19 鎬○  호○
20 海○  해○
21 模○  모○
22 煥○  환○
23 奎○  규○
24 鏞○  용○
25 承○  승○
26 榮○  영○
27 顯○  현○
28 重○  중○
29 鎰○  일○
30 澈○  철○
31 杓○  표○
32 炤○  소○
33 培○  배○
```

```
판서공파,학포공파,충의공봉사손장령공파,참의공파,찰방공파,선교랑파,별좌공파,만성공파,참봉공파

19 鎬○ 秀○ 호○ 수○
20 海○ 永○ 해○ 영○
21 模○ 權○ 모○ 권○
22 煥○ 熙○ 환○ 희○
23 奎○ 吉○ 규○ 길○
24 鏞○ 鎭○ 용○ 진○
25 承○ 源○ 승○ 원○
26 榮○ 林○ 영○ 림○
27 顯○ 烈○ 현○ 렬○
28 重○ 在○ 중○ 재○
29 鎰○ 鉉○ 일○ 현○
30 澈○ 淳○ 철○ 순○
31 杓○ 林○ 표○ 림○
32 炤○ 光○ 소○ 광○
33 培○ 坰○ 배○ 경○
```

```
거제 제씨,진해 제씨 문중

20 성(性)○
21 ○기(基)
22 석/현(錫/炫)○
23 ○종(淙)
24 영(榮)○
25 ○환(煥)
26 재(在)○
27 ○진(鎭)
28 수(洙)○
29 ○식(植)
30 렬(烈)○
```

## 같이 보기
- 제갈량
- 남양 제갈씨
- 남양 갈씨